# Bohumil Klenovec
Bohumil Klenovec (18. března 1912 – 14. ledna 1971) byl český fotbalista, brankář, československý reprezentant.

## Sportovní kariéra
Za československou reprezentaci odehrál 3 utkání, byl jejím 13 brankářem v historii. Čtyřnásobný mistr Československa, a to v letech 1932, 1936, 1937 a 1939, vždy se Spartou Praha. Se Spartou též roku 1935 vybojoval Středoevropský pohár, nejvýznamnější pohárovou trofej meziválečné Evropy. Ve Spartě hrál v letech 1931–1939, odchytal za ni 209 zápasů, z toho 108 ligových.
Měl přezdívku Bonzo, postavou byl vysoký a mohutný.

## Potomci
Bohumil Klenovec měl syna, Bohumila Klenovce, který koncem šedesátých let minulého století opustil tehdejší Československo a emigroval do Švýcarska. Klenovec junior se nechal v roce 1974 přejmenovat na Bohumila Klausse, neb příjmení "Klenovec" bylo pro Švýcary nevyslovitelné. I on používal přezdívku Bonzo.
Bohumil Klauss byl výborný informatik. Byl dva krát ženatý a měl dvě děti.
Koncem osmdesátých let opustil Bohumil Klauss s rodinou Švýcarsko směrem Kanada. Po pobytu v Kanadě a Hondurasu se vrátil s rodinou do Švýcarska a pak i domů do Čech. Bohumil Klaus náhle zemřel při výletě na Boubín v roce 2007.